# Gionata Mingozzi
Gionata Mingozzi (* 29. Dezember 1984 in Ravenna; † 15. Juli 2008 in Campagna Lupia) war ein italienischer Fußballspieler auf der Position eines Mittelfeldspielers.
Im Alter von 23 Jahren starb er bei einem Autounfall im italienischen Campagna Lupia. Sein letzter Verein war der FBC Treviso in der zweitklassigen Serie B.

## Karriere

### Jugend und Vereinskarriere
Mingozzi begann im Nachwuchsbereich seines Heimatvereins Ravenna Calcio. Nachdem er mehrere Jugendspielklassen durchlief, kam er im Jahre 2001 zu Einsätzen in der ersten Mannschaft des in der Region Emilia-Romagna ansässigen Klubs. Binnen zwei Jahren schaffte er mit der Mannschaft den Aufstieg von der sechstklassigen Eccellenza in die viertklassige Serie C2. Bis zu seinem Wechsel zu Perugia Calcio (Serie B) im Sommer 2004 kam Mingozzi in 77 Ligaspielen zu zwei Torerfolgen.
Beim Verein aus der Universitätsstadt Perugia kam er zu 14 Ligaeinsätzen, ehe er zum italienischen Erstligisten Sampdoria Genua wechselte und am 26. Februar 2006 bei der 0:1-Niederlage gegen die AC Siena bei einer Einwechslung in der 90. Spielminute sein Debüt in der höchsten Spielklasse des Landes gab.  Nach einem weiteren Kurzeinsatz wurde er im Sommer 2006 nach US Lecce verliehen. Dort kam er zu Meisterschaftseinsätzen, bevor er wieder zu Samsdoria Genua zurückkehrte und schließlich  im Jahre 2007 zum damaligen italienischen Zweitligisten, der FBC Treviso. Dort kam er bis zu seinem Tod zu 17 allerdings torlosen Ligapartien.

## Erfolge
- Meister der Eccellenza: 2001/02 (Aufstieg in die Serie D)
- Meister der Serie D: 2002/03 (Aufstieg in die Serie C2)

## Tod
Am Morgen des 15. Juli 2008 verunglückte er bei einem Autounfall tödlich, als er die Kontrolle über seinen Wagen, einen Porsche Cayman, verlor und frontal gegen einen entgegenkommenden Sattelschlepper prallte. Trotz der sofortigen Hilfe anderer Autofahrer und des baldigen Eintreffens eines Rettungswagens erlag Mingozzi seinen schweren Verletzungen.